# ケイト・アレン
ケイト・アレン（Katherine Jessie Jean Allen、1970年4月25日 - ）は、オーストラリア（ビクトリア州、ジーロング）出身のオーストリアのトライアスロン選手である。アテネオリンピック女子トライアスロンの金メダリストである。
アテネオリンピックでは、水泳を終わった時点で44位、バイクが終わった時点で28位だったが、ランで27人を抜いて金メダルを獲得した。
オーストラリア出身であるが、マネージャーのMarcel Diechtlerと結婚後オーストリア国民となった。